# СкрепачЪ
Российское партизанское движение «СкрепачЪ» — российское партизанское формирование вооружённой оппозиции. Создано в июне 2023 года. Выступает против правящего режима РФ, поддерживает Украину в войне. Участвует в Коалиции и Объединённом фронте сопротивления. Совершает поджоги и диверсии, ведёт агитацию, проводит обучение партизан.

## Создание, принципы, состав
Толчком к созданию партизанской группы стало полномасштабное вторжение РФ в Украину. Движение «СкрепачЪ» заявило о себе в июне 2023 года, когда был создан официальный телеграм-канал. Название было дано по позывному основателя и лидера.

При создании партизанского движения, одна из основных идей была — разрушить эти проклятые скрепы, скинуть их с общества. К тому же я заканчивал музыкальную школу. Вот оно как-то так сошлось воедино.

СкрепачЪ

До конца 2023 года было проведено несколько диверсионных акций, в том числе на военных заводах. С 2024 года движение распространилось на разные регионы, вплоть до Дальнего Востока.
В начальный период своей деятельности движение использовало собственные финансовые средства. Затем у партизан появилась стабильная финансовая поддержка спонсоров — «представителей российского среднего класса».
Идеологически РПД «СкрепачЪ» придерживается общедемократических принципов. Приоритетом названо свержение путинского режима создание свободного и справедливого общества. Большое внимание «СкрепачЪ» уделяет агитации, пропаганде сопротивления, подготовке и обучению кадров.
Общая численность движения не оглашается. Первоначально «СкрепачЪ» был создан группой единомышленников. К ним примкнули специалисты разных сфер — кибербезопасности, взрывчатых веществ, работы с БПЛА. Возрастной состав тоже различен: есть бывшие участники войны, есть родители, стремящиеся отомстить за погибших на фронте сыновей.

Немало людей, присоединившихся к нашему движению — это те, кто ещё вчера воевали на фронте в путинской армии. Это большой плюс для нас, ведь они обладают не только реальным опытом вооруженной борьбы, но и привезли с фронта инструменты для проведения акций, которые мы передаем нашим подготовленным участникам, обучаем новых членов движения.

## Действия
РПД «СкрепачЪ» берёт на себя ответственность за следующие акции:
- 30 августа 2023 — подрыв здания Следственного комитета в Брянске
- 3 октября 2023 — поджог складов с военной формой в Ростове-на-Дону[5][6]
- 28 ноября 2023 — поджог унифицированного батарейного командного пункта 9С737 «Ранжир»
- 8 декабря 2023 — поджог газопровода в Керчи
- 13 января 2024 — поджог командно-штабной машины П-265
- 6 февраля 2024 — поджог Z-автомобиля в Самаре
- 26 марта 2024 — поджог релейного шкафа в Брянской области
- 24 ноября 2024 — совместно с движением «Экстремист»/«Освободитель» — ликвидация в Красноярске служащего ЧВК «Вагнер» Сергея Конкеева[7]
- 9 января 2025 — поджог в Донецке автомобиля сторонника войны с Украиной[8]

В январе 2025 года «СкрепачЪ» внесён в Единый федеральный список организаций, в том числе иностранных и международных организаций, признанных в соответствии с законодательством Российской Федерации террористическими.